# Goztomuizli
Goztomuizli (auch Gotzomuizli, Gozzomiul, Gozzomuil, Gestimulus slaw. Gostomysl) († 844) war ein abodritischer Samtherrscher (rex), dessen Tod im Krieg gegen den ostfränkischen König Ludwig den Deutschen das vorübergehende Ende der abodritischen Samtherrscherschaft markierte.

## Nachfolge
Goztomuizli hatte die Samtherrscherwürde als Ergebnis innerabodritischer Auseinandersetzungen mit Ceadrag oder dessen Nachfolger erlangt. Im Gegensatz zu seinen Vorgängern war er nicht mehr von einem karolingischen Monarchen in die Oberherrschaft über den abodritischen Stammesverband eingesetzt worden.
Eine innerabodritische Opposition gegen die den karolingischen Monarchen loyalen Samtherrscher ist bereits für Drasco und Sclaomir belegt. Zuletzt hatte sich Ceadrag gegen eine Anklage abodritischer Adliger auf dem Reichstag in Ingelheim zu verteidigen. Nachdem der fränkische Kaiser Ludwig der Fromme ihn in das Abodritenland hatte zurückkehren lassen, fand Ceadrag in den Quellen keine Erwähnung mehr. Im Falle seines Ablebens wäre ein Nachfolger kraft Erbrechtes aus Ceadrags Familie zu berufen gewesen. Goztomuizli entstammte dem Namen nach aber nicht der Familie des Ceadrag, sondern bildete mit seinem für das Jahr 862 erwähnten Sohn, dem dux Abodritorum Tabomuizli, offenbar eine neue Dynastie abodritischer Samtherrscher. Der Grund für den Dynastiewechsel ist in der Schwäche des Reiches einerseits und der aufkommenden Stärke der Dänen unter ihrem Herrscher Horik I. andererseits zu suchen. Die frankenfreundliche Familie des Ceadrag verlor mit dem Kaiser eine Stütze ihrer Macht, während die dänische Durchdringung des Abodritenreiches in wirtschaftlicher, kultureller und persönlicher Hinsicht diese zu einem natürlichen Bündnispartner der Abodriten machte und einen Dynastiewechsel förderte.
Eine Einsetzung Goztomuizlis durch den fränkischen Kaiser oder gar den ostfränkischen König ist vor diesem Hintergrund auszuschließen. Ein solches Ereignis hätte anderenfalls seinen Niederschlag in den über die Geschehnisse an der östlichen Reichsgrenze gut unterrichteten Annales Bertiniani gefunden, zumal es während der innerdynastischen Kämpfe der Karolinger 830–842 von herausragender Bedeutung gewesen wäre. In dieser Phase erschöpfte sich die Ausübung der fränkischen Herrschaft über die elbslawische Peripherie im Empfang von Gesandtschaften als höchstem Ausdruck fränkischer Oberhoheit.

## Samtherrscher

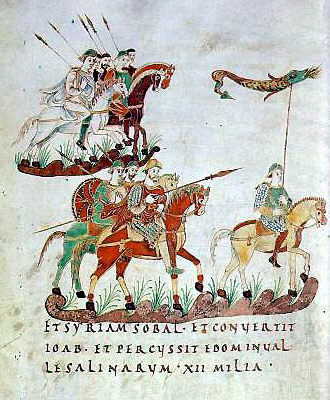
Karolingische Reiterei aus dem Goldenen Psalter, Stiftsbibliothek St. Gallen, Cod. 22, saec. IXex, S. 140 als Illustration zu Ps 60 (Feldzug des Joab)

Das Wirken Goztomuizlis als Samtherrscher lässt sich aufgrund seiner alleinigen Erwähnung 844 nur erschließen. Die Annales Fuldenses berichteten, die Abodriten hätten einen Abfall von den Franken geplant. Demnach könnte Goztomuizli inzwischen ein Bündnis mit dem dänischen König Horik I. eingegangen sein, dem großen Gegenspieler Ludwig des Deutschen um die Vorherrschaft im Norden. Horik I. hatte bereits 838 die Anerkennung seiner Herrschaftsansprüche über die Abodriten eingefordert. Gegenüber den Franken hätte sich ein solches Bündnis durch Verweigerung von Tributzahlungen, Überfälle auf Grenzbefestigungen an der Elbe und Raubzüge in fränkisches Gebiet bemerkbar gemacht. Zur Durchsetzung seines eigenen Herrschaftsanspruches überquerte Ludwig der Deutsche im August 844 mit einem starken ostfränkischen Heer die Elbe, drang in das Land der Abodriten ein und besiegte deren Aufgebot im Kampf. Üblicherweise bestand die Verteidigungsstrategie der Abodriten darin, eine offene Feldschlacht zu meiden und sich in ihre gut befestigten und daher schwer einnehmbaren Burgen zurückzuziehen, um die Belagerer später mit herbeigerufenem Entsatz von außen anzugreifen. Es liegt deshalb im Bereich des Möglichen, dass Ludwig der Deutsche in der Kürze der ihm zur Verfügung stehenden Zeit direkt zu der von Goztomuizli gehaltene Hauptburg marschierte, diese überrannte und Goztomuizli dabei getötet wurde. Nach dem Tod ihres Samtherrschers unterwarfen sich jedenfalls die nunmehr führungslosen abodritischen Kleinkönige (reguli) und erkannten die Oberhoheit Ludwigs an. Anders als seine Vorgänger setzte dieser keinen neuen Samtherrscher ein, sondern bestimmte einige der anwesenden Kleinkönige jeweils zum Fürsten (dux) über mehrere Kleinstämme, die auf diese Weise zu einem Teilstamm unter einer monarchischen Führung zusammengefasst wurden. Selbst wenn damit die Errichtung einer fränkischen Grafschaftsverfassung auf abodritischem Territorium  beabsichtigt gewesen sein sollte, war diese nur von kurzer Dauer. Bereits im folgenden Sommer kam es zu erneuten kriegerischen Auseinandersetzungen zwischen Abodriten und Ostfranken und 862 erwähnten die Annales Fuldenses mit Tabomuizli einen neuen Samtherrscher.